# Locus Magazine
La revista Locus Magazine és una publicació orientada no tant sobre els gèneres de la ciència-ficció i la fantasia, com orientada al món editorial que les envolta. Fou fundada en 1968 per Ed Meskys, Dave Vanderwerf i Charles N. Brown
Així, publica notícies sobre el món editorial (premis, conferències, vendes de drets...), entrevistes a escriptors, ressenyes de llibres, llistes de revistes, best-sellers o llibres de pròxima a publicació.

## Premis
- 1971-1972: Premi Hugo (2) al millor fanzine[3]
- 1976: Premi Hugo al millor fanzine
- 1980-1983: Premi Hugo (4) al millor fanzine
- 1984-1992: Premi Hugo (9) al millor fanzine semiprofessional
- 1996-2004: Premi Hugo (9) al millor fanzine semiprofessional